# Schwimmschnellbrücke

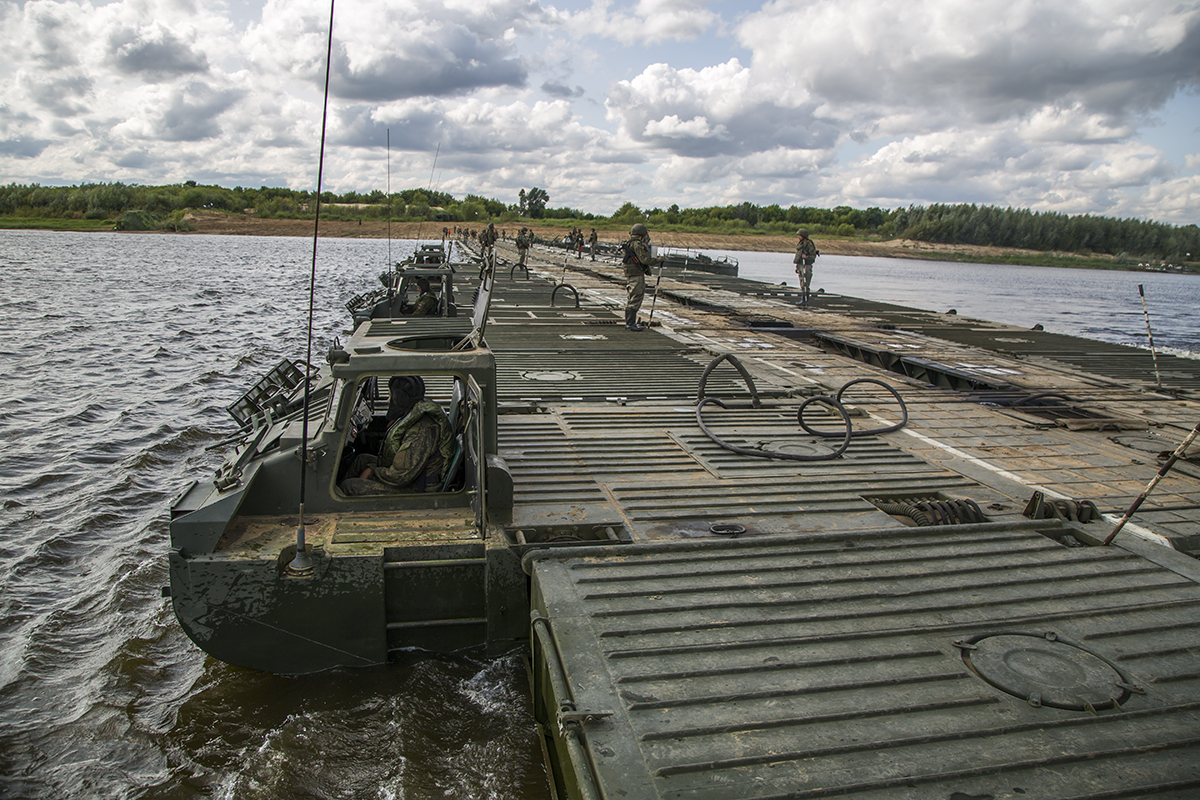
Mehrere miteinander gekoppelte PMM-2 bilden eine Schwimmbrücke

Schwimmschnellbrücke (SSB) ist eine Bezeichnung für (meist militärische) Amphibienfahrzeuge auf Rad- oder Kettenbasis, die eingesetzt werden können, um schnell eine mehrteilige Schwimmbrücke über ein Binnengewässer zu bilden. 

## Beispiele
- Amphibie M3 (Deutschland)
- Engin de franchissement de l’avant (Frankreich)
- PMM Wolna (Sowjetunion)
- PMM-2 (Sowjetunion)
- Brücken- und Übersetzfahrzeug PDP (Russland)
- GZM-003 (VR China)